# Ciudad Lineal (metropolitana di Madrid)
Ciudad Lineal è una stazione della linea 5 della metropolitana di Madrid.
Si trova sotto alla Plaza de Ciudad Lineal, tra il distretto omonimo e quello di San Blas-Canillejas, in corrispondenza dell'incrocio tra la Calle de Alcalá e le vie Arturo Soria e Hermanos García Noblejas.

## Storia
La stazione fu inaugurata il 28 maggio 1964 in corrispondenza dell'ampliazione della linea 2 dalla stazione di Ventas a quella di Ciudad Lineal. Infatti questo nuovo tratto faceva parte della linea 2; solo il 2 marzo 1970 fu incorporato alla linea 5.
Già da quando fu creata la Ciudad Lineal, progettata da Arturo Soria, la Plaza de Ciudad Lineal (allora Plaza de la Cruz de los Caídos) era un importante snodo del trasporto pubblico di Madrid. Attualmente è un'area di scambio tra la rete metropolitana, gli autobus urbani della EMT e gli autobus extraurbani che collegano Madrid con i comuni dell'est. 

## Accessi
Vestibolo Arturo Soria
- Hnos. García Noblejas: Calle de los Hermanos García Noblejas 2 (angolo con Calle de Alcalá-Pza. Ciudad Lineal)
- Misterios: Calle de Alcalá 413 (angolo con Calle de Arturo Soria)
- Arturo Soria: Calle de Arturo Soria 2 (angolo con Calle de Alcalá)

Vestibolo Albarracín aperto dalle 6:00 alle 21:40
- Albarracín: Calle de Alcalá 434 (angolo con Calle de Albarracín)

## Autobus

### Urbani
| Linea della EMT | Direzione               | Fermata:                                                    |
| --------------- | ----------------------- | ----------------------------------------------------------- |
| 4               | Puerta de Arganda       | 1199: Intercambiador Ciudad Lineal (pensiline nella piazza) |
| 38              | Las Rosas               | 5458: Hermanos García Noblejas (n. 2)-Alcalá                |
| 38              | Plaza de Manuel Becerra | 239: Hermanos García Noblejas (n. 5)-Alcalá                 |
| 48              | Plaza de Manuel Becerra | 239: Hermanos García Noblejas (n. 5)-Alcalá                 |
| 48              | Barrio de Canillejas    | 5458: Hermanos García Noblejas (n. 2)-Alcalá                |
| 70              | Alsacia                 | 5458: Hermanos García Noblejas (n. 2)-Alcalá                |
| 70              | Plaza de Castilla       | 239: Hermanos García Noblejas (n. 5)-Alcalá                 |
| 77              | Colonia Fin de Semana   | 1199: Intercambiador Ciudad Lineal (pensiline nella piazza) |
| 104             | Mar de Cristal          | 1199: Intercambiador Ciudad Lineal (pensiline nella piazza) |
| 105             | Barajas                 | 5458: Hermanos García Noblejas (n. 2)-Alcalá                |
| 109             | Castillo de Uclés       | 1199: Intercambiador Ciudad Lineal (pensiline nella piazza) |
| 113             | Méndez Álvaro           | 1199: Intercambiador Ciudad Lineal (pensiline nella piazza) |
| N5              | Plaza de Cibeles        | 2977: Alcalá (n. 427)-Arturo Soria                          |
| N5              | Colonia Fin de Semana   | 5076: Alcalá (n.422)-Albarracín                             |
| N-L5            | Canillejas              | 5076: Alcalá (n.422)-Albarracín                             |
| N-L5            | Casa de Campo           | 2977: Alcalá (n. 427)-Arturo Soria                          |

### Interurbani
| Linea | Direzione                                                                               | Fermata:                                |
| ----- | --------------------------------------------------------------------------------------- | --------------------------------------- |
| 211   | Paracuellos de Jarama - Belvis del Jarama                                               | Calle de Alcalá 422                     |
| 286   | Coslada (Ciudad 70)                                                                     | Calle de los Hermanos García Noblejas 2 |
| 288   | Coslada - San Fernando de Henares                                                       | Calle de los Hermanos García Noblejas 2 |
| 289   | Coslada (Hospital)                                                                      | Calle de los Hermanos García Noblejas 2 |
| N203  | Coslada - San Fernando de Henares - Mejorada del Campo - Velilla de San Antonio/Loeches | Calle de los Hermanos García Noblejas 2 |